# Hematoxylin

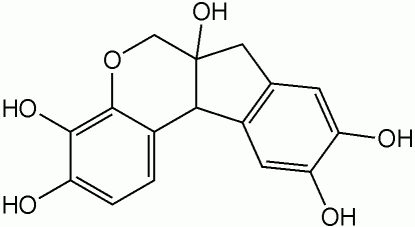
Hematoxylin

Hematoxylin je bazické přirozené barvivo, je extraktem z kampeškového dřeva pocházejícího z kreveně obecné (Haematoxylum campechianum), středoamerického stromu z čeledi bobovité. Hematoxylin je typickým příkladem barviv, která nebarví komponenty tkáně přímo. Barví až oxidovaný na hematein a teprve pak tvoří s různými kationty barevné laky. Proto také existuje celá řada hematoxylinů. Hematoxylin je specifické barvivo pro jednu tkáňovou složku - jádro, které barví modře.

## Barvení
Tkáně jsou většinou bezbarvé a to znesnadňuje jejich pozorování světelným mikroskopem. Cílem barvení je zvýraznit ve tkáních (buňkách) struktury, které chceme studovat. Kyselé složky v buňkách se barví bazickými barvivy, říká se jim bazofilní a patří mezi ně například jádro. Zásadité komponenty buněk se barví kyselými barvivy, jsou acidofilní (eozinofilní), příkladem může být cytoplazma nebo myofibrily. Mezi bazická barviva patří například toluidinová modř, metylenová modř, hematoxylin; mezi kyselá potom oranž G, eosin či kyselý fuchsin.

## Barvení hematoxylinem
Nejzákladnější a nejčastěji používanou metodou je barvení hematoxylinem a eozinem, kde se kombinují dvě barviva – hematoxylin (barví modře) a syntetické kyselé barvivo eosin. Jiným kombinovaným barvením je Weigertův železitý hematoxylin-van Gieson. Železitý hematoxylin se používá k barvení jader, následně se dobarvuje kyselým fuchsinem a kyselinou pikrovou. Hematoxylin zbarví jádra temně hnědě, fuchsin zbarví kolagenní vlákna červeně a kyselina svaly žlutě. Modrý Massonův trichom je kombinace železitého hematoxylinu, kyselého fuchsinu a anilinové modři. Toto barvení vyžaduje zvláště tenké řezy. Výsledkem jsou černá jádra, červená cytoplasma většiny buněk a modrá kolagenní vlákna. Žlutý Massonův trichom je tvořen třemi barvivy: kamencový nebo Weigertův železitý hematoxylin, erytrozin a šafrán. Výsledkem jsou modře nebo černě zbarvená jádra (podle užitého hematoxylinu), červená cytoplazma buněk a zlatožlutý kolagen. Málo užívaným barvivem na barvení elastiky je Verhoeffův jódový hematoxylin, který barví elastická vlákna a jádra černě.